# Kościół św. Antoniego z Padwy w Warszawie (Śródmieście)

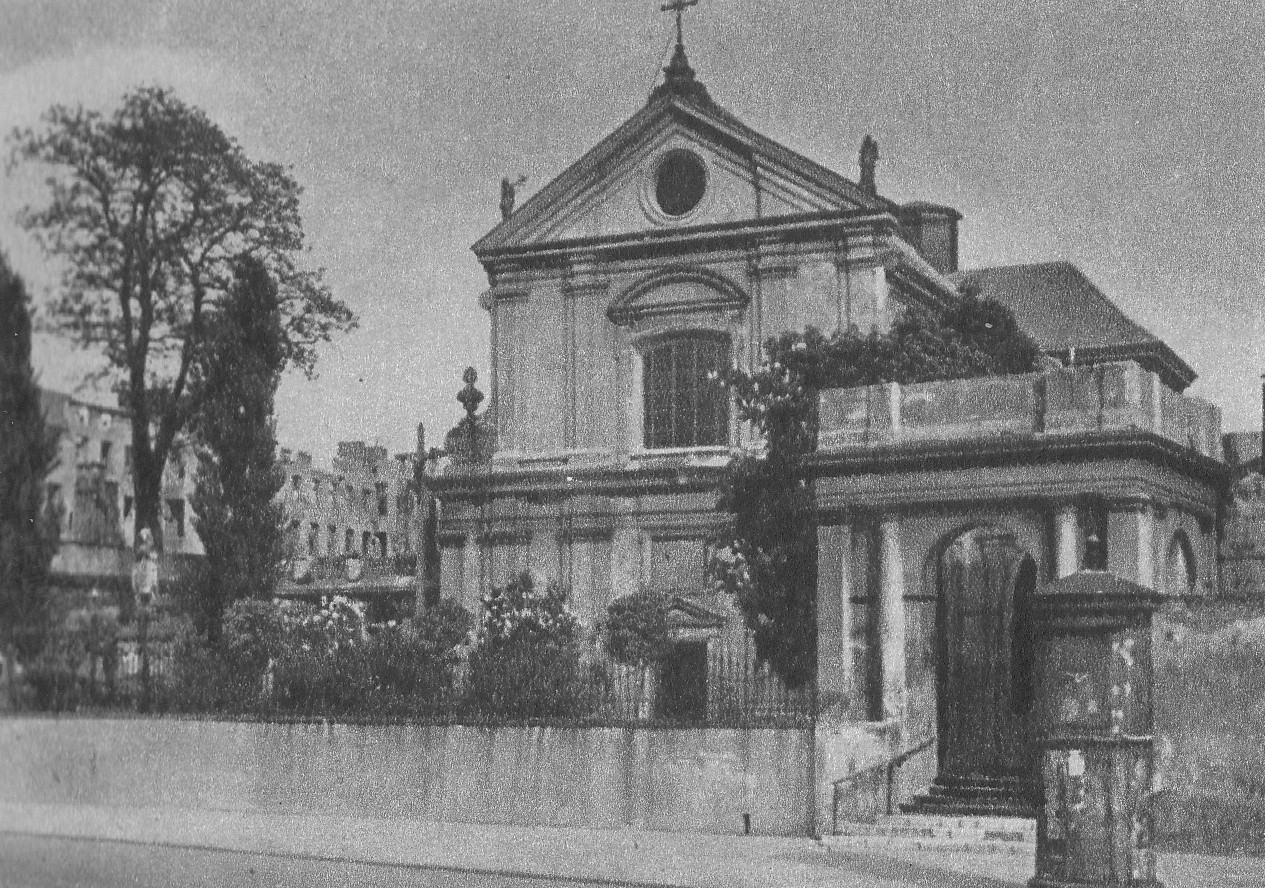
Świątynia przed 1939 rokiem

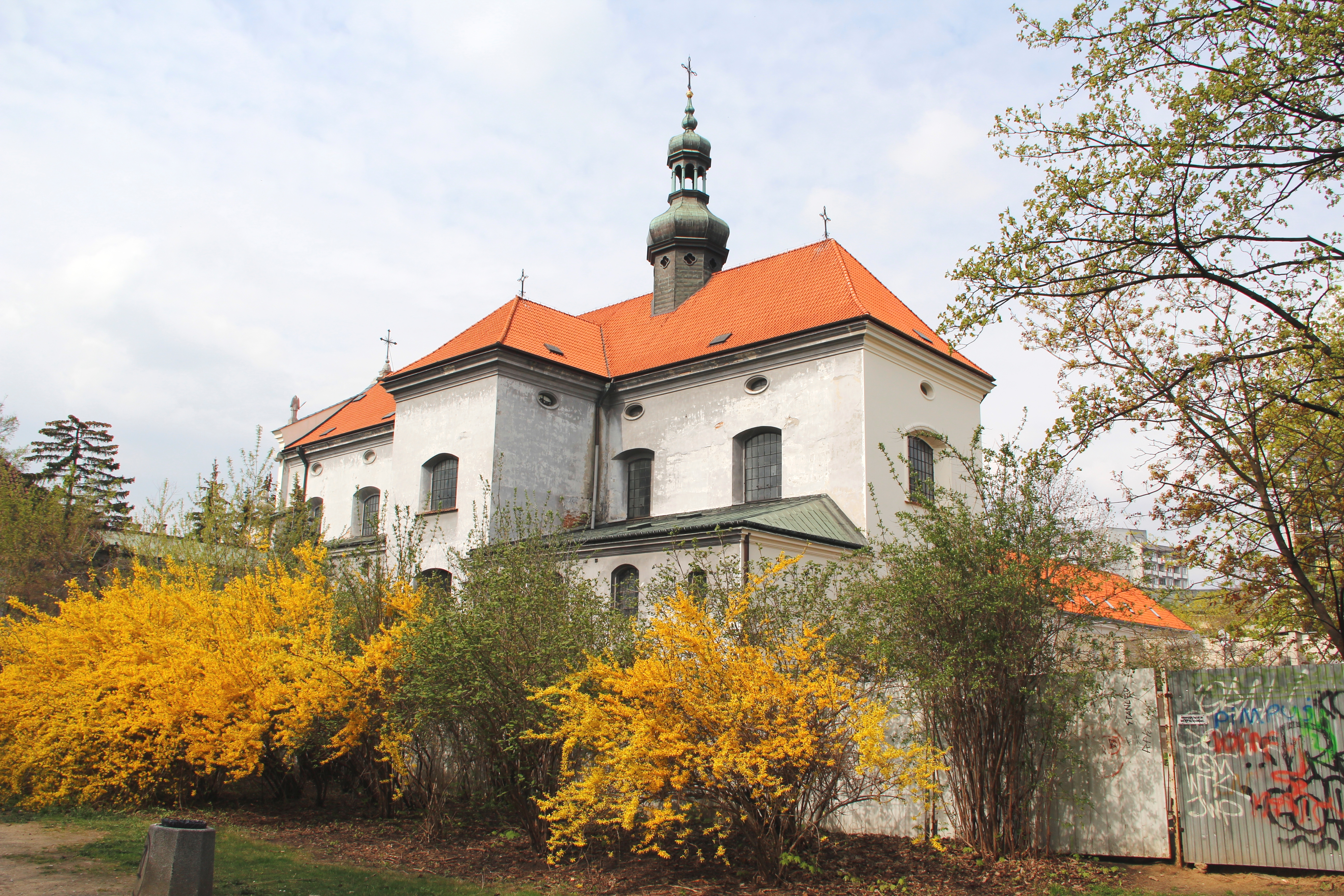
Świątynia od strony Ogrodu Saskiego (2013)

Kościół św. Antoniego z Padwy – kościół rzymskokatolicki znajdujący się przy ulicy Senatorskiej 31/33 w Warszawie.

## Opis
Pierwszy warszawski barokowy kościół z prostą fasadą. Posiada jednonawowe, prostokątne wnętrze z transeptem i rzędami kaplic ołtarzowych (oraz dwie boczne). Kruchta oddzielona jest kratą (z XVIII wieku). W ołtarzach bocznych znajdują się obrazy świętego Franciszka i świętego Antoniego z Padwy namalowane przez Rafała Hadziewicza, a także obraz zdjęcia Chrystusa z Krzyża pędzla Annibala Vinici. We wnętrzu znajdują się też m.in. epitafia dwóch żon marszałka Mniszcha. W grudniu 2019 w kościele zostały zainstalowane relikwie I stopnia (fragment kości) świętego José Sáncheza del Río.
W krużgankach również umieszczono liczne epitafia zasłużonych osób (m.in. pisarki Klementyny Hoffmanowej, malarza Rafała Hadziewicza, poety Stanisława Jachowicza, aktora Ludwika Panczykowskiego, prezydenta Wilna Wiktora Malaszewskiego, pisarza Tadeusza Dołęgi-Mostowicza), a także poległych podczas II wojny światowej, zmarłych w niemieckich obozach koncentracyjnych oraz żołnierzy polskich walczących w obronie kraju. Ślady nieistniejącego cmentarza przykościelnego widoczne były jeszcze w okresie międzywojennym.

## Historia
Pierwszy kościół powstał z fundacji króla Zygmunta III Wazy jako sanktuarium dziękczynne za zdobycie Smoleńska 13 czerwca 1611. Data tego wydarzenia łączyła się z wyborem patrona kościoła w osobie Antoniego z Padwy. Budowę świątyni (początkowo drewnianej) zainicjowano w obecności monarchy 4 października 1623. Została ona powierzona zakonowi franciszkanów reformatów, sprowadzonych przez króla w 1623. Nową świątynię konsekrował 13 sierpnia 1635 wrocławski biskup Jan Baltazar Liesch. Powstała na niezabudowanym w tamtym czasie przedmieściu Warszawy.
W 1657 podczas potopu szwedzkiego klasztor wraz z kościołem uległ całkowitemu zniszczeniu dokonanemu przez wojska sprzymierzonego ze Szwedami Jerzego Rakoczego.
Z fundacji kasztelana Stanisława Leszczyc-Skarszewskiego w latach 1668–1680 wzniesiono pod kierunkiem Franciszka Czosłowicza nowy, murowany kościół, konsekrowany w roku 1679 przez biskupa poznańskiego Stefana Wierzbowskiego. Jednonawową świątynię o fasadzie z trójkątnym szczytem i o prostokątnym prezbiterium wybudowano najprawdopodobniej według projektu Józefa Belottiego; rzeźby we wnętrzu kościoła są dziełem Jana Jerzego Plerscha.
Świątynię często odwiedzał król Jan III Sobieski. W latach 1734–1735 z woli króla Augusta III Sasa po prawej stronie prezbiterium wybudowano lożę dla niego i małżonki (para królewska zamieszkiwała pobliski pałac); z ich fundacji wzniesiono też (1756) ołtarz św. Józefa. W latach 1757–1781 powstała kaplica Matki Boskiej. W 1770 kościół oddzielono od ulicy klasycystycznym ogrodzeniem, a w 1792 roku do krużganka dobudowano prostopadłe boczne ramiona według projektu Hilarego Szpilowskiego.
W 1766 we franciszkańskim klasztorze miał ukrywać się Giacomo Casanova, poszukiwany po pojedynku przez stronnictwo Branickich. W 1872 poddano remontowi budowlę, którą wcześniej (1813) naruszyła katastrofa sklepienia. W 1850 w tympanonie frontonu umieszczono obraz Matki Boskiej, a w 1851 ustawiono przed kościołem jej figurę (Niepokalanego Poczęcia) wykonaną przez Antoniego Messinga.
W 1866 roku została erygowana parafia. W 1867, w związku z kasatą zakonu oo. franciszkanów w ramach represji po powstaniu styczniowym, kościół przejęli księża diecezjalni. W następnych latach ołtarz główny przesunięto do ściany prezbiterium, zlikwidowano chór i zakrystię.
W 1895 roku zbudowano kaplicę Świętej Rodziny z ołtarzem wykonanym przez Wincentego Bogaczyka. W 1907 dobudowano kaplicę Najświętszego Serca Jezusowego.
Jednym z wikariuszy na początku XX wieku był błogosławiony ks. Michał Woźniak.
Spalony kościół uległ znacznym zniszczeniom przez działania wojsk niemieckich podczas walk powstańczych w 1944 roku. Przez jego teren przebijała się ze Starego Miasta do Śródmieścia część kompanii „Rudy” z batalionu „Zośka” pod dowództwem hm. ppor. Andrzeja Romockiego ps. „Morro”. W opuszczonym przez Niemców budynku, w kaplicy Najświętszego Serca Jezusowego, znaleziono wtedy zwłoki 30 rozstrzelanych osób oraz kilkadziesiąt ciał oblanych benzyną i częściowo spalonych.  W czasie powstania szczególnie ucierpiały ołtarz główny i ołtarze boczne, ambona i organy; ocalały kaplica Świętej Rodziny i krata oraz część sztukaterii przy sklepieniach kaplic.

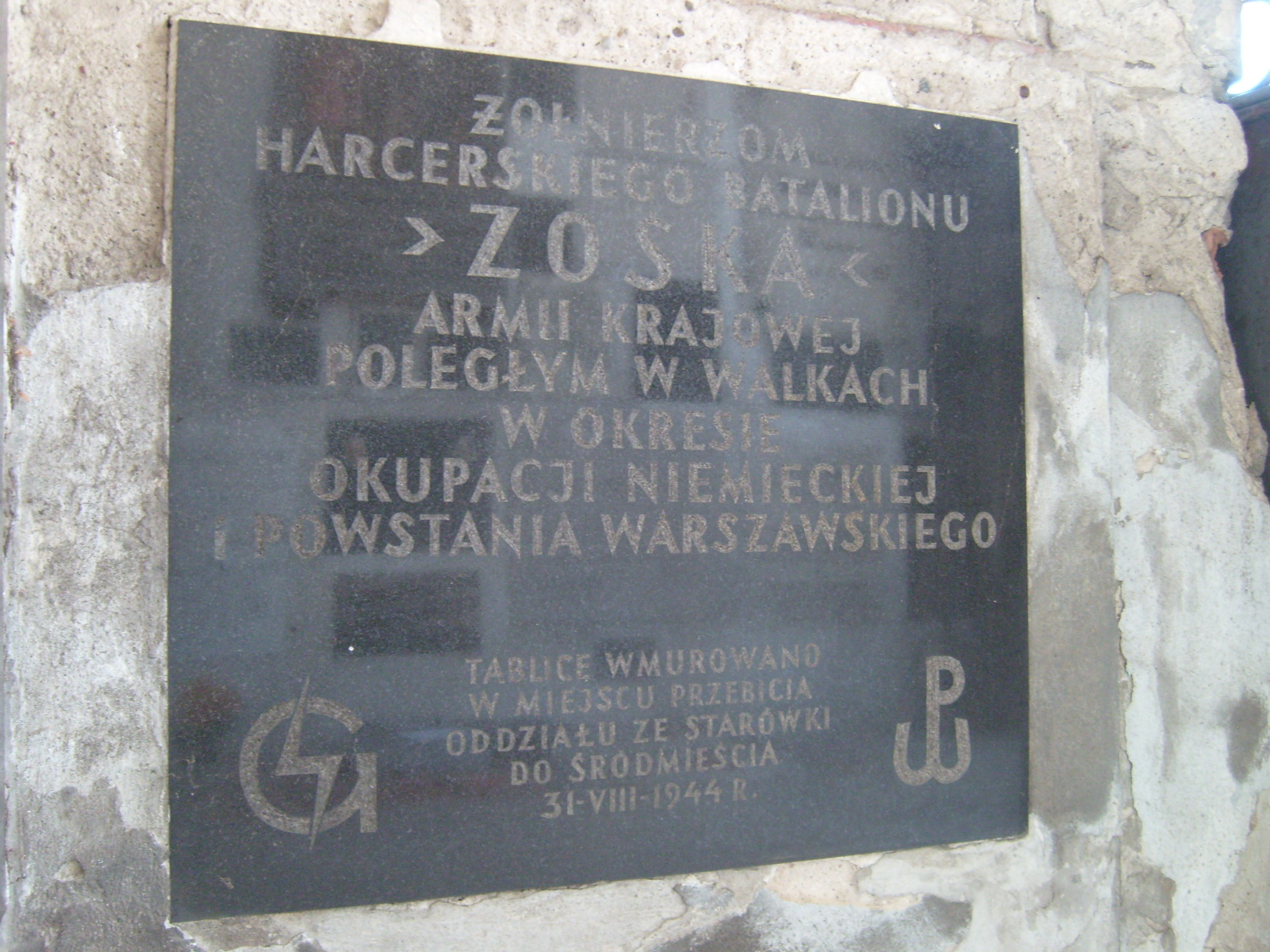
Tablica upamiętniająca poległych żołnierzy batalionu „Zośka”

Świątynię odbudowano w latach 1950–1956 według projektu Karola Szymańskiego. Ołtarz główny został konsekrowany przez kardynała Stefana Wyszyńskiego 18 stycznia 1969 roku.
1 lipca 1949 kościół i parafia zostały ponownie przekazane zakonowi franciszkanów reformatów. 
W 1965 świątynia została wpisana do rejestru zabytków.

## W kulturze masowej
Wykorzystane w kinematografii krużganki kościoła posłużyły jako niekonwencjonalne tło scen plenerowych, m.in. w filmach Akcja pod Arsenałem (1977, reż. Jan Łomnicki), Jack Strong (2014, reż. Władysław Pasikowski).